# Đóng cửa chính phủ Hoa Kỳ 2018
Việc ngừng hoạt động của chính phủ liên bang Hoa Kỳ đã bắt đầu vào lúc nửa đêm EST vào ngày thứ bảy, ngày 20 tháng 1 năm 2018, sau khi không thông qua dự luật tài trợ cho các hoạt động và cơ quan của chính phủ. Điều này xuất phát từ những tranh chấp về việc mở rộng tình trạng của những người bị ảnh hưởng bởi chính sách nhập cư vì chậm đến trẻ em (DACA) và do đó những người được chương trình bảo hiểm trong chương trình phải đối mặt là bị trục xuất. Cũng có tranh cãi về việc liệu có nên cấp kinh phí để xây dựng bức tường biên giới Mexico-Hoa Kỳ, một chính sách then chốt trong chiến dịch tranh cử tổng thống của Donald Trump.
Đây là lần ngừng hoạt động đầu tiên trong lịch sử Hoa Kỳ xảy ra trong khi cả hai viện của Quốc hội Hoa Kỳ cũng như Nhà Trắng đều do cùng một đảng kiểm soát (trong trường hợp này là đảng Cộng hòa). Việc ngừng hoạt động năm 2018 bắt đầu khi Thượng viện không phê chuẩn một dự luật thông qua của Nhà để giữ cho chính phủ hoạt động. Việc ngừng hoạt động bắt đầu vào ngày kỷ niệm đầu tiên của Donald Trump nhậm chức.

## Bối cảnh
Năm tài chính 2018 của chính phủ Hoa Kỳ bắt đầu vào ngày 1 tháng 10 năm 2017. Bởi vì các khoản dự phòng thông thường để tài trợ cho chính phủ chưa được thông qua, Quốc hội đã tài trợ cho chính phủ thông qua một loạt ba nghị quyết tạm thời. Các khoản ngân sách của chính phủ mở rộng tương ứng cho đến ngày 8 tháng 12 năm 2017, ngày 22 tháng 12 năm 2017 và ngày 19 tháng 1 năm 2018.
Các cuộc đàm phán về một dự luật về hưu vĩnh viễn đã trở nên vướng vào các tranh chấp về chính sách nhập cư do hoãn lại cho đến khi đến tuổi trẻ (DACA). DACA là chính sách nhập cư của Hoa Kỳ cho phép một số cá nhân nhập cảnh ở nước này là người chưa thành niên và đã nhập cảnh hoặc ở lại nước ngoài bất hợp pháp để nhận được một khoảng thời gian hoãn lại hai năm từ hành lý bị trục xuất và đủ điều kiện để xin giấy phép lao động. Tính đến năm 2017, khoảng 800.000 cá nhân đã được ghi danh vào chương trình do DACA tạo ra. Chính sách này đã được Chính quyền Obama thiết lập thông qua hành động điều hành vào tháng 6 năm 2012 để phản ứng lại việc Quốc hội không thông qua đạo luật DREAM. Chính phủ Trump đã hủy bỏ DACA vào tháng 9 năm 2017, thiết lập một ngày hết hạn vào tháng 3 năm 2018, với ưu tiên là Quốc hội thông qua một nghị quyết lập pháp.